# Veronica epacridea
Veronica epacridea är en grobladsväxtart som beskrevs av Joseph Dalton Hooker. Veronica epacridea ingår i släktet veronikor, och familjen grobladsväxter. Inga underarter finns listade i Catalogue of Life.

## Bildgalleri

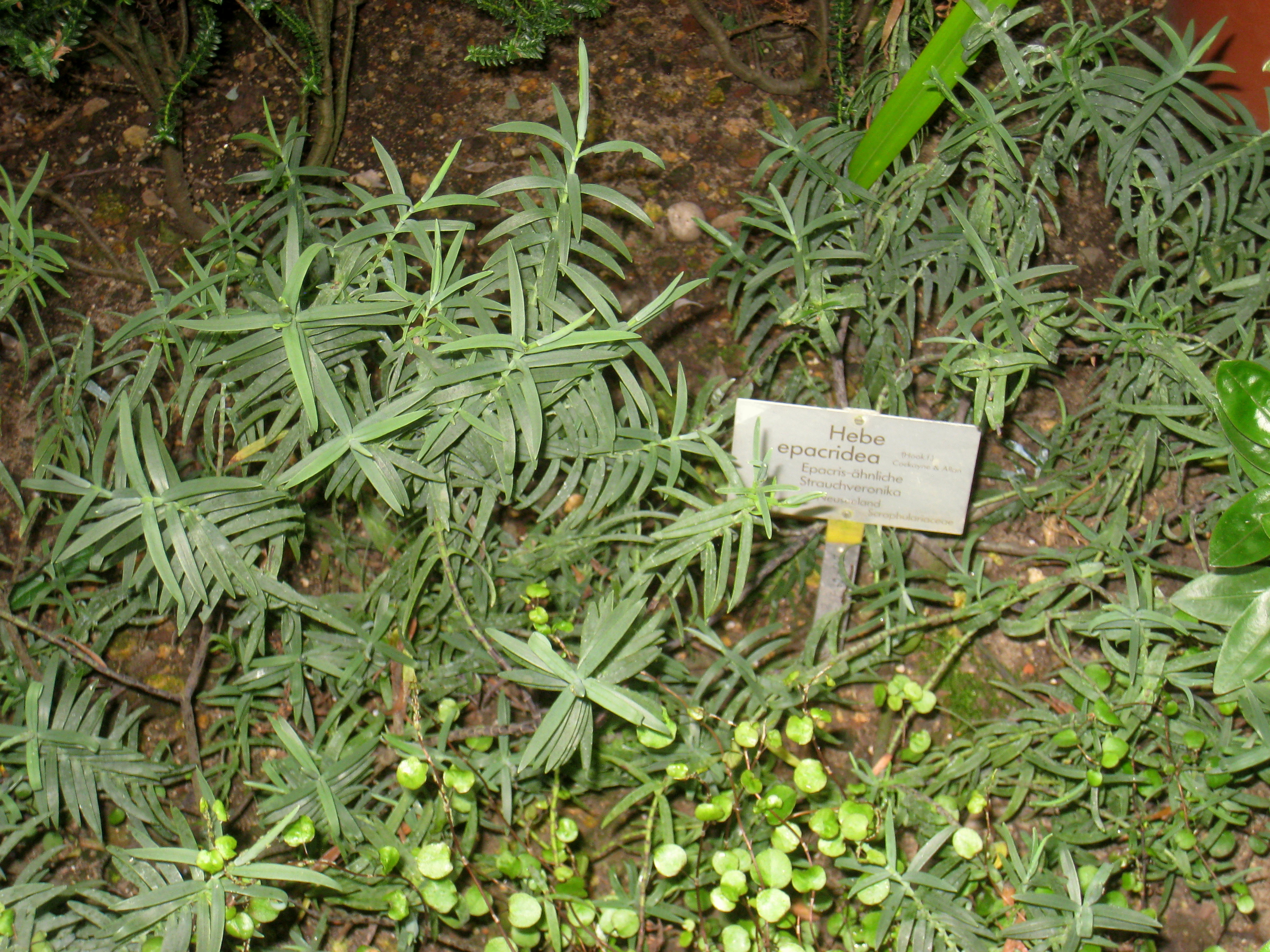